# Short Brothers (Werft)

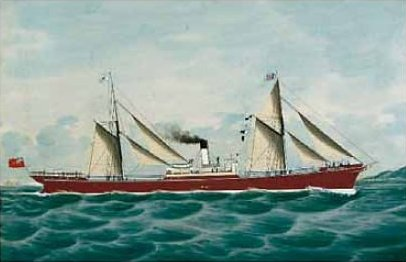
Ritratto della steam ship Magnus Mail in navigazione, in 1895 von Antonio Luzzo gemalt. Short Brothers hat SS Magnus Mail in 1889 gebaut.

Die Schiffswerft Short Brothers Limited, oft als Short’s abgekürzt, bestand von 1850 bis 1964 in Pallion (Sunderland). Sie lieferte ihre Schiffe zu einem großen Teil an Reedereien aus der eigenen Region und wurde daher auch als "local yard" bekannt.

## Geschichte

### Anfangsjahre
Der vormalige Vormann von John Watson’s Werft, George Short, gründete das Unternehmen 1850 in Hylton, einem Vorort von Sunderland. Die Werft baute zunächst hölzerne Segelschiffe und handelte mit Holz. Im Jahr 1869 zog sie flussabwärts nach Pallion, wobei Short’s vier Söhne, George, John Young, Thomas und Joseph in den Betrieb eintraten. Zwei Jahre darauf erstellte die Werft ihr erstes eisernes Schiff, die High Stretfield, und wurde danach als Short Brothers bekannt.
John Young Short machte sich in der Folgezeit einen guten Namen als Schiffskonstrukteur, da seine Frachtdampfer-Entwürfe gute Seeeigenschaften aufwiesen. 1877 erhielt er eine Goldmedaille für den besten Dampferentwurf in London und im Folgejahr eine weitere auf der Weltausstellung in Paris. Zusammen mit guten Kontakten zu örtlichen Schifffahrtskreisen festigten weitere Auszeichnungen, wie 1882 für einen Dampfermodell auf einer Ausstellung der Worshipful Company of Shipwrights, den guten Ruf der Werft.

### Wirtschaftlicher Aufstieg
Ab 1883 begann Short’s eine langanhaltende Geschäftsbeziehung mit dem Reeder James Knott aus North Shields, der in den Jahren 1883 bis 1918 insgesamt 37 Linienfrachter für seine Prince Line orderte. Im Jahr 1892 führte John Y. Short auf der Werft den Achtstundentag ein und schuf eine eigene Einrichtung für seine Arbeiter. Nachdem John Y. Short 1895 einen größeren Anteil der Nitrate Producers Steamship Co. Ltd von Colonel John Thomas North erworben hatte, baute die Werft, beginnend mit der Col. J.T. North, alle folgenden 30 Schiffe der Reederei. Ab 1897 erhielt Short’s Bauaufträge von Werften aus Newcastle.
Am 24. Januar 1900 starb John Y. Short im Alter von 56 Jahren bei der Arbeit, woraufhin sein Bruder Joseph seine Position übernahm und das Unternehmen in einen Limited-Gesellschaft umgewandelt wurde und als Short Brothers Ltd. firmierte. Die Werft hatte zu diesem Zeitpunkt bereits rund 1500 Mitarbeiter. In dieser Zeit übernahm Short’s auch die benachbarte Werft North of England Shipbuilding Company was den Ausstoß des Jahres 1900 auf einen Rauminhalt von 26.017 BRT brachte.

### Erster Weltkrieg
Die Bauliste während des Ersten Weltkriegs umfasste 17 Schiffe mit 86.391 Tonnen und 14 Bargen für die Admiralität sowie einen Tanker, vier kleine Versorgungstanker und acht Standardfrachter des Typs WAR "B". Der letzte dieser Standardfrachter, die War Seagull wurde im späten Dezember 1918 bei völliger Dunkelheit zu Wasser gelassen, was den Jahresausstoß auf die Rekordzahl von 34.967 Tonnen brachte.

### Zwischen den Kriegen

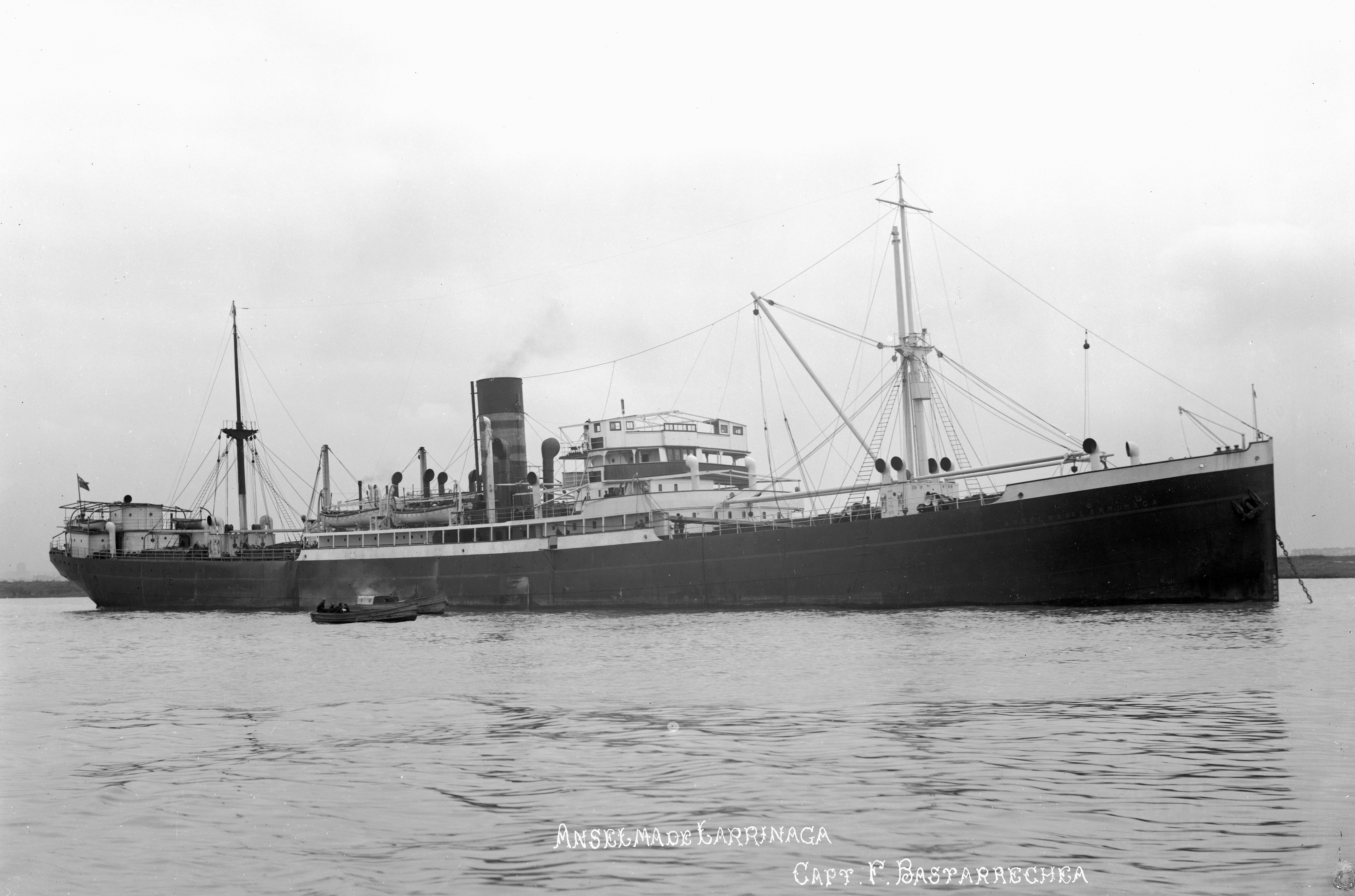
Die Anselma de Larrinaga vor Anker auf der Schelde

Ab 1923 wurde die Zahl der Neubauaufträge aufgrund der Wirtschaftskrise immer geringer und es kam auf der Werft zu Streiks. Während sich das Orderbuch in den folgenden Jahren nahezu völlig leerte, kam es ab 1926 erneut zu einer zweiten Streikwelle. Nach der Fertigstellung der Haberton im Juni 1930 schloss die Werft vorübergehend komplett. Insgesamt produzierte Short’s in der Dekade von 1920 bis 1930 36 Trampschiffe und Linienfrachter, darunter die ersten Turbinenschiffe der Werft, die jeweils 14 Knoten schnellen Sandown Castle und Sandgate Castle.
1933 öffnete die Werft ihre Pforten erneut und begann mit dem Bau von drei Arcform-Schiffen nach Entwürfen des Schiffsingenieurs Sir Joseph Isherwood. Der Rumpfquerschnitt ähnelte einem der Form eines Weinfasses. Die größte Breite der Arcform-Schiffe war kurz unterhalb der Wasserlinie und lag etwa ein über der eines herkömmlichen Trampschiffs derselben Größe. Das erste Schiff, die Arcwear wurde am 2. November zu Wasser gelassen und zeigte später bei der Jungfernreise eine im Verhältnis zu vergleichbaren Schiffen höhere Geschwindigkeit bei geringerem Bunkerverbrauch. Bei glatter See zeigten die Schiffe jedoch ruckartige Bewegungen, bei grobem Seegang neigten die Arcform-Schiffe zu schweren Rollbewegungen und nahmen dabei unverhältnismäßig viel Wasser an Deck. Trotz einigen weiteren gebauten Arcform-Trampschiffen und Tankern war den Entwürfen kein großer Erfolg beschieden.
Das staatlich geförderte Scrap & Build Scheme (eine Art Verschrottungsprämie) brachte der Werft 1935 sechs Bauaufträge ein, von denen fünf Colliers waren. Eines dieser Schiffe, das am 10. Mai 1937 zu Wasser gelassene Glattdeck-Trampschiff Biddlestone wurde mit der neuartigen White-Hochgeschwindigkeits-Doppelverbunddampfmaschine mit nachgeschalteter Niederdruck-Dampfturbine ausgerüstet. Nach sieben weiteren Trampschiffen gingen der Werft 1938 erneut die Aufträge aus, was zur erneuten Schließung führte.

### Zweiter Weltkrieg
Im Sommer 1939 öffnete Short’s wieder und es wurden zwei Maierform-Trampdampfer fertiggestellt (An einem der Schiffe hatte die Werft schon vor der Schließung gearbeitet). Während des Zweiten Weltkriegs entstanden 28 Trampschiffe, zwei kleine Motortanker und ein Panzerlandungsboot für die Admiralität. Zum Ende des Jahres 1944 drang die britische Regierung Short’s dazu, Standardfrachter des Typs "C" aus teilweise vormontierten Sektionen zu bauen. Bei Kriegsende hatte die Werft eine Belegschaft von 900 Mann.

### Nachkriegszeit

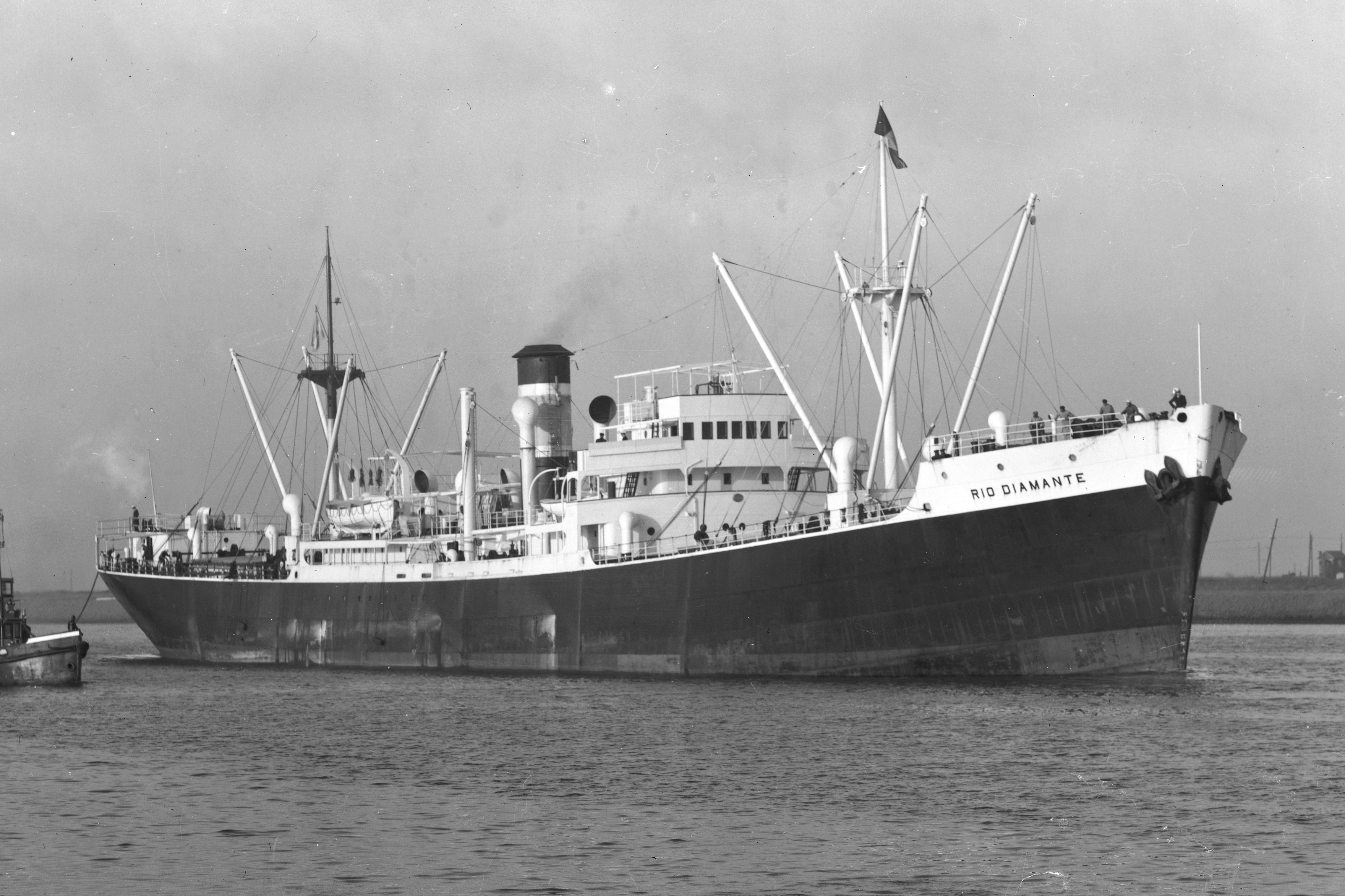
Die Rio Diamante, gebaut in 1946

Ab 1946 wurde John H. Short, der Urenkel des Werftgründers Vorsitzender des Unternehmensvorstands.
Nachdem das Bauprogramm der 1950er und 1960er Nachkriegsjahre sich auf Frachtschiffe für in- und ausländische Rechnung erstreckte, geriet das Unternehmen in den Jahren 1961 bis 1963 erneut in Schwierigkeiten. Das letzte Schiff der Werft, Carlton wurde am 17. Oktober 1963 zu Wasser gelassen. Sie war ein sogenanntes Universal Bulk Ship mit fünf Hauptladeräumen, die durch Längsschotten in jeweils drei einzeln zugängliche Abteilungen getrennt waren, und vier zwischen den Hauptladeräumen angeordneten kleineren Hochladeräumen. Diese Laderaumaufteilung machte eine besonders flexible Verteilung verschiedener Schüttgüter, insbesondere von Getreide möglich.
Nach der Fertigstellung der Carlton im Januar 1964 schloss die Werft endgültig ihre Pforten und entließ die letzten 300 Mitarbeiter. Nachdem die Short-Familie weitere Investitionen in das Unternehmen abgelehnt hatte, wurde die Werft abgebrochen. Lediglich die Ausrüstungspier wurde gegen Ende 1964 von der benachbarten Werft Bartram & Sons erworben und weitergenutzt.